# Ettimadai
Ettimadai è una suddivisione dell'India, classificata come town panchayat, di 7.887 abitanti, situata nel distretto di Coimbatore, nello stato federato del Tamil Nadu. In base al numero di abitanti la città rientra nella classe V (da 5.000 a 9.999 persone).

## Geografia fisica
La città è situata a 10° 53' 53 N e 76° 54' 01 E.

## Società

### Evoluzione demografica
Al censimento del 2001 la popolazione di Ettimadai assommava a 7.887 persone, delle quali 4.010 maschi e 3.877 femmine. I bambini di età inferiore o uguale ai sei anni assommavano a 1.008, dei quali 489 maschi e 519 femmine. Infine, coloro che erano in grado di saper almeno leggere e scrivere erano 4.406, dei quali 2.606 maschi e 1.800 femmine.